# Dávid Márkvárt
Dávid Márkvárt (sinh 20 tháng 9 năm 1994) là một cầu thủ bóng đá Hungary hiện tại thi đấu cho Puskás Akadémia FC.

## Thống kê câu lạc bộ
| Câu lạc bộ          | Mùa giải | Giải vô địch | Giải vô địch | Cúp  | Cúp | Cúp Liên đoàn | Cúp Liên đoàn | Châu Âu | Châu Âu | Tổng | Tổng |
| Câu lạc bộ          | Mùa giải | Trận         | Bàn          | Trận | Bàn | Trận          | Bàn           | Trận    | Bàn     | Trận | Bàn  |
| ------------------- | -------- | ------------ | ------------ | ---- | --- | ------------- | ------------- | ------- | ------- | ---- | ---- |
| Pécs                |          |              |              |      |     |               |               |         |         |      |      |
| 2012–13             | 7        | 1            | 0            | 0    | 6   | 0             | 0             | 0       | 13      | 1    |      |
| 2013–14             | 29       | 2            | 4            | 0    | 5   | 0             | 0             | 0       | 38      | 2    |      |
| 2014–15             | 12       | 2            | 2            | 1    | 2   | 1             | 0             | 0       | 16      | 4    |      |
| Tổng                | 48       | 5            | 6            | 1    | 13  | 1             | 0             | 0       | 67      | 7    |      |
| Tổng cộng sự nghiệp |          | 48           | 5            | 6    | 1   | 13            | 1             | 0       | 0       | 67   | 7    |

Cập nhật theo các trận đấu đã diễn ra tính đến ngày 26 tháng 10 năm 2014.